# HOLMES 2
U Ujedinjenom Kraljevstvu, HOLMES 2, nasljednik HOLMES-a (Home Office Large Major Enquiry System), je IT sistem koji policija koristi kao pripomoć za rješavanje slučajeve koji uglavnom obuhvaćaju ubojstvo i prijevaru. 